# Ардиббо
Ардиббо (амх. አርዲቦ ሐይቅ) или Хардибо-Хайк (амх. ሃርዲቦ ሐይቅ) — пресноводное озеро в зоне Южное Уолло на востоке эфиопского региона Амхара. Озеро расположено к северу от города Дэссе и примерно в пяти километрах к юго-востоку от озера Хайк на высоте 2158 метров над уровнем моря.
Площадь поверхности Хардибо-Хайк составляет 15,8 км², а площадь его водосбора — 52,6 км². Наибольшая глубина озера достигает 62,4 метра.

## Водный баланс
Водный баланс озера сформирован осадками и поверхностным стоком, равными 18,24 млн м³ и 5,53 млн м³ в год соответственно. Соединено рекой Анкарка с соседним озером Хайк.

## Происхождение
Озеро образовалось в кайнозойское время в ходе вулканических и тектонических процессов, чаша озера сформирована кратером.

## Хозяйственное использование
Воды озера используются для орошения окружающих земель. Также среди местного населения развито рыболовство.